# Дивина волотиста
Дивина́ волотиста, дивина борошниста (Verbascum lychnitis) — вид квіткових рослин родини ранникові (Scrophulariaceae), поширена в Марокко, Європі, західній частині помірних областей Азії. Етимологія: грец. λυχνοϛ — «лампа», грец. -ιταϛ — суфікс, який вказує на зв'язок з іменником, подібність.

## Опис

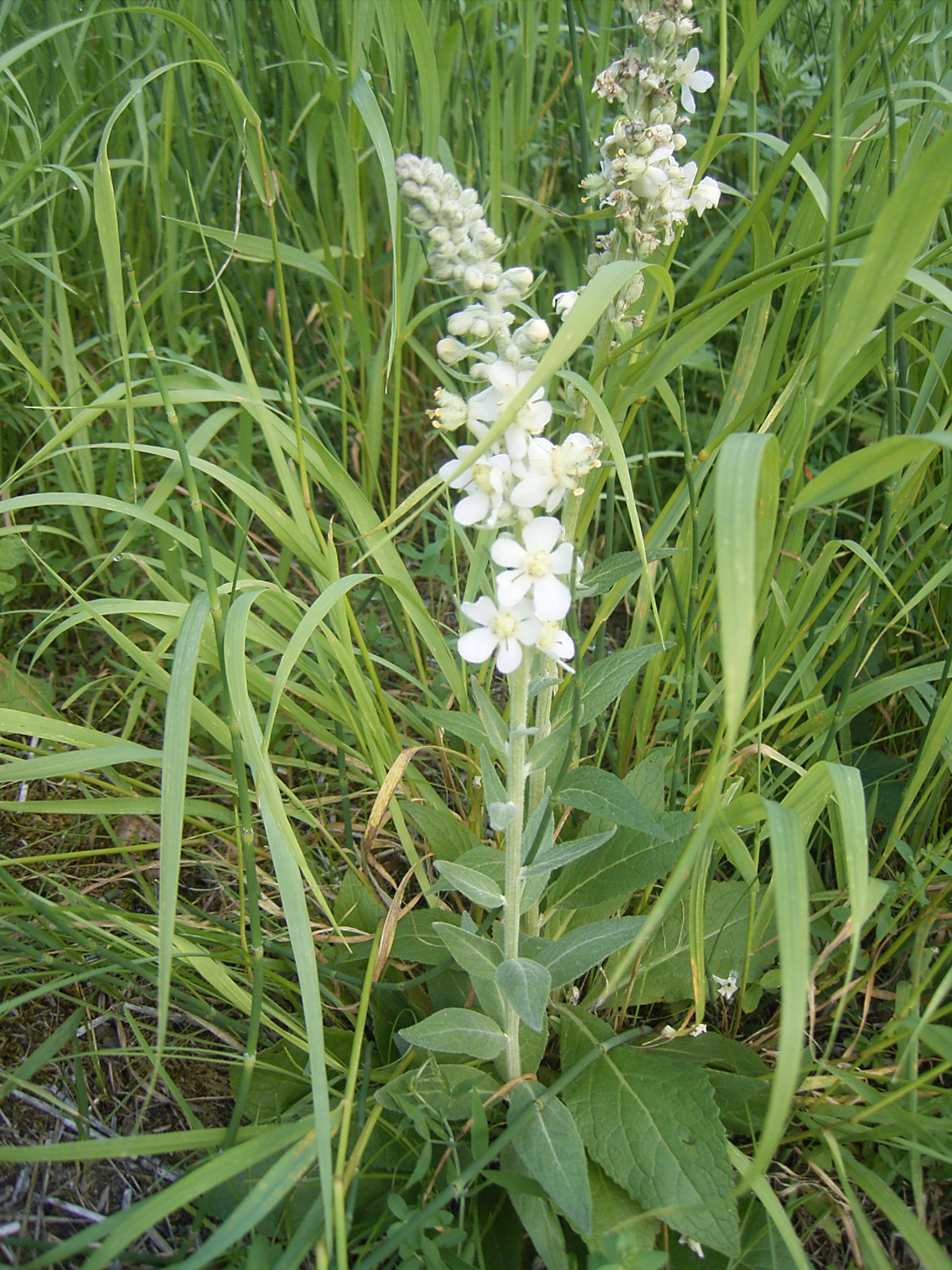

Це дворічна рослина (іноді багаторічна), (30)50–150(200) см заввишки, сірувато запушена. Стебло міцне, у верхній частині кутасте й розгалужене. Листки чергові, цілісні, нерівномірно зарубчато-зубчасті, зверху зеленуваті й рідко волосисті чи голі, знизу біло запушені; нижні — овальні, до 35 см завдовжки, біля основи звужені, верхні — ланцетні, сидячі, з довго загостреною верхівкою. Квітки досить дрібні, по 2–7 у пазухах приквітків, утворюючи китиці чи волоті. Віночок жовтуватий, іноді білуватий, 12–20 мм завширшки; всі 5 тичинок з білувато-прилистними нитками. Чашечка 2.5–4 мм завдовжки, розщеплена майже до основи, запушена. Коробочка овальна, 4.5–6.5 × 3.5–5 мм, запушена. Насіння ≈ 1 × 0.5 мм 2n=32.

## Поширення
Рослина природно поширена в Марокко, Європі, західній частині помірних областей Азії; натуралізувався в деяких частинах Північної Америки.
В Україні росте на лісових галявинах, відкритих схилах, уздовж доріг — на всій території, звичайно; у Криму тільки в передгір'ях на яйлі, рідко.

## Використання
Квіткові голови використовують як засіб від мишей і пацюків у фруктових магазинах тощо. Використовується як декоративна рослина.